# 曼加特山麓洛格
曼加特山麓洛格，是斯洛文尼亚斯洛維尼亞沿海地區博韋茨市鎮的一个聚居地。

## 地理
曼加特山麓洛格位于特里格拉夫国家公園內，周围有15座相对高度超过2,000（6,600英尺）的山峰。 

## 历史
2000年11月，此處出現山体滑坡，造成7人死亡。